# Paul Bedra
Paul Bedra, eigentlich Paul Beckmann (* 9. April 1912 in Berlin; † 17. Mai 1998 in Düsseldorf), war ein deutscher Maler, Bildhauer und Druckgrafiker.

## Leben
Paul Bedra wurde am 9. April 1912 in Berlin geboren. Der Vater fiel 1914 an der Ostfront. 1919 übersiedelte er mit der Mutter nach Hamburg.
Bedra wurde künstlerisch früh beeinflusst durch seinen älteren Bruder Hannes Beckmann, der am Bauhaus in Dessau studierte, sowie durch Begegnungen mit Wassily Kandinsky 1930 in Dessau und mit Fernand Léger 1932 in Paris.
Bedra studierte von 1932 bis 1938 Kunst und Kunstgeschichte in Hamburg und Berlin. 1939 zog er nach Düsseldorf und war dort von 1945 bis 1977 als Kunsterzieher am Benrather Schlossgymnasium tätig. Einer seiner Schüler war Karl-Heinrich Müller, der 1982 das Museum Insel Hombroich begründete. Nach dessen Aussage war Bedra „grundsteinlegend für die Museumsinsel, weil er als Lehrer … bei mir ein Interesse für die bildende Kunst geweckt hat, für das anderweitig kein Nährboden … war.“
Eine erste Veröffentlichung von Werken erfolgte 1947 durch Otto Pankok in dessen Buch „Deutsche Holzschneider“, die erste Ausstellung im gleichen Jahr im Künstlerverein Malkasten in Düsseldorf. Es folgten regelmäßige Einzel- oder Gruppenausstellungen in Museen, u. a. Kunsthalle Düsseldorf, Von der Heydt-Museum Wuppertal, Clemens-Sels-Museum Neuss, Hopkins Center for the Arts am Dartmouth College (Hanover (New Hampshire), USA), Museum of Contemporary Art in São Paulo (Brasilien) sowie in Galerien im In- und Ausland (Japan, Israel, Schweiz, Frankreich, USA, Brasilien). 1963 nahm Bedra an einer Wanderausstellung durch die USA teil (gemeinsam mit Joseph Beuys, Rolf Sackenheim u. a.).
Bedra war Mitglied in Rheinische Sezession, Künstlerverein Malkasten und Westdeutscher Künstlerbund, er pflegte Kontakte zur Gruppe ZERO und zur Gruppe 53, zu Otto Pankok, Carl Josef Barth, Heinz May, Fathwinter, Gerhard Marcks und anderen.
In seinen späten Jahren schrieb Bedra auch Prosatexte und Gedichte, aus denen sein philosophischer Geist und sein Sinn für Humor sprechen.
In Düsseldorf heiratete Bedra Ria Otto, das Ehepaar hatte einen Sohn. Am 17. Mai 1998 starb Paul Bedra in Düsseldorf.

## Künstlerisches Werk

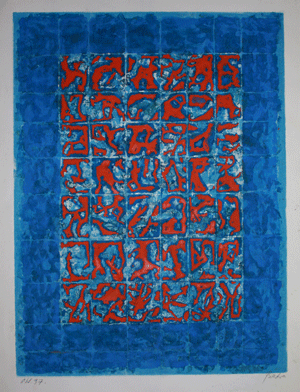
Paul Bedra: O.T., Farbradierung, 1997.

Nach gegenständlichen Anfängen mit Zeichnungen, Holzschnitten und Ölbildern wandte sich Bedra in den 50er Jahren abstrakteren Darstellungsweisen zu. Später arbeitete er auch als Bildhauer und Plastiker, vor allem mit dem Werkstoff Holz. Seit den 60er Jahren beschäftigte er sich insbesondere mit Druckgrafik, seit 1974 in eigener Druckwerkstatt. Hier schuf und nutzte Bedra zahlreiche technische Neuerungen und Mischformen (Material-, Spachtel-, Schablonendruck / Öl, Aquarell oder Filzstift über Radierung u. a.). Angeregt zum einen vom intensiven Erleben der Natur zum anderen von der Motiv- und Gedankenwelt der ostasiatischen Kunst und der Kalligrafie entwickelte er eine Intensität und Vielfalt des künstlerischen Ausdrucks, die im deutschen Raum ihresgleichen sucht. In Veröffentlichungen und Würdigungen ist er immer wieder mit Mark Tobey verglichen worden.
Werke von Paul Bedra finden sich u. a. im Kunstmuseum Düsseldorf,  Stadtmuseum Düsseldorf, Suermondt-Ludwig-Museum Aachen, Museum Baden Solingen und Hopkins Center Art Museum. Der umfangreiche künstlerische Nachlass befindet sich heute im Museum Schloss Moyland.

## Publikationen über und von Paul Bedra (Auswahl)
- Otto Pankok: Deutsche Holzschneider. Drei Eulen Verlag, Düsseldorf 1947.
- Kürschners Grafik-Handbuch. Verlag Walter de Gruyter, Berlin 1959.
- Paul Bedra: Grafik. Zentraldruckerei Wust, Düsseldorf 1978.
- Kurt Mautner (Hrsg.): Paul Bedra: Grafische Miniaturen. Hoch-Verlag, Düsseldorf 1982.
- Daniel Hees (Hrsg.): Paul Bedra Farbgrafik. Aquarell-Verlag, Lauda-Königshofen 1990.
- Ralf Busch (Hrsg.): Paul Bedra & A.-G. B. Cohrs. Dingwort-Verlag, Hamburg 1990.
- Paul Bedra: M.T. – Ein bittersüßes Leben. R.G. Fischer Verlag, Frankfurt 1994.
- Paul Bedra: Glücklichsein verboten. Fouqué Literaturverlag, Egelsbach/Frankfurt 1997.